# Platygaster brevicornis
Platygaster brevicornis är en stekelart som beskrevs av Förster 1861. Platygaster brevicornis ingår i släktet Platygaster och familjen gallmyggesteklar. Inga underarter finns listade i Catalogue of Life.